# Hypocrisias agelia
Hypocrisias agelia là một loài bướm đêm thuộc phân họ Arctiinae, họ Erebidae.